# Parafia św. Katarzyny Aleksandryjskiej w Radzikach
Parafia św. Katarzyny Aleksandryjskiej w Radzikach Dużych – parafia rzymskokatolicka należąca do dekanatu rypińskiego, diecezji płockiej, metropolii warszawskiej. Została erygowana w XIV wieku.